# البصة (اللاذقية)
البصة هي بلدة تقع في شمال غرب سوريا، إدارياً هي جزء من محافظة اللاذقية، وتشمل المناطق القريبة بكسا وسقوبين من الشمال وهنادي وفيدو إلى الشرق وبستان الباشا إلى الجنوب. ووفقا لمكتب الإحصاء المركزي السوري، بلغ عدد سكان البصة 4،369 نسمة في تعداد عام 2004. سكانها في الغالب من العلويين.